# Pancamulya Pertak II Sp 2
Pancamulya Pertak II Sp 2 is een bestuurslaag in het regentschap Banyuasin van de provincie Zuid-Sumatra, Indonesië. Pancamulya Pertak II Sp 2 telt 399 inwoners (volkstelling 2010).